# عزیزآباد (کلاله)

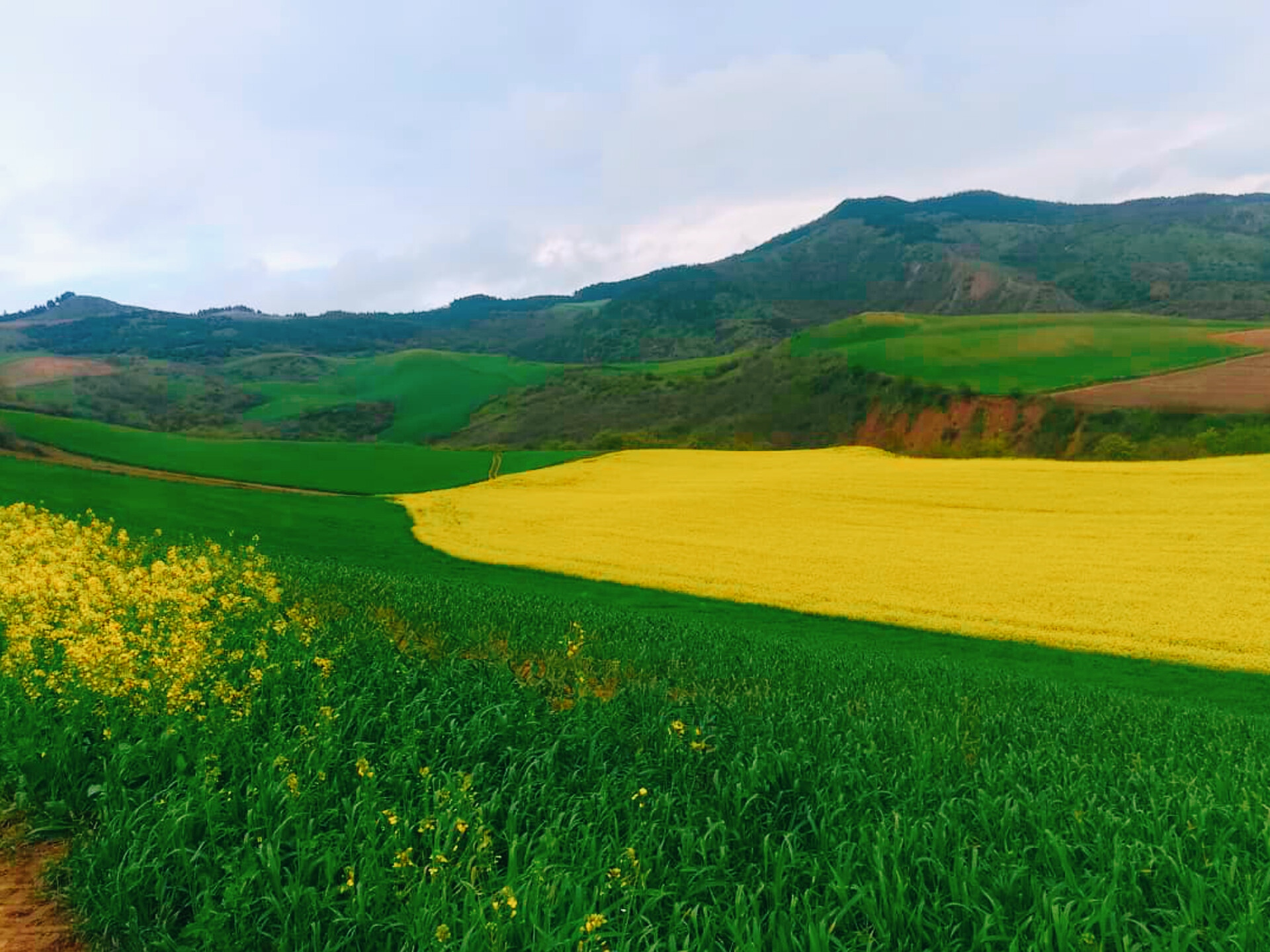

عزیزآباد، روستایی از توابع بخش مرکزی شهرستان کلاله در استان گلستان ایران است.

## جمعیت
این روستا در دهستان عربداغ قرار دارد و براساس سرشماری مرکز آمار ایران در سال 1399 جمعیت آن 3.548 نفر (589خانوار) بوده‌است.